# Kecamatan Pamarican
Kecamatan Pamarican är ett distrikt i Indonesien.   Det ligger i provinsen Jawa Barat, i den västra delen av landet, 230 km sydost om huvudstaden Jakarta.